# Apistogramma similis
Apistogramma similis är en fiskart som beskrevs av Wolfgang Staeck 2003. Apistogramma similis ingår i släktet Apistogramma och familjen Cichlidae. Inga underarter finns listade i Catalogue of Life.